# 北錫楚埃特 (麻薩諸塞州)
北錫楚埃特（英語：North Scituate）是一個位於美國麻薩諸塞州普利茅斯縣的鎮。

## 人口
根據2020年美國人口普查的數據，北錫楚埃特的面積為9.86平方千米，當中陸地面積為9.71平方千米，而水域面積為0.15平方千米。當地共有人口5414人，而人口密度為每平方千米549人。